# Annika Baude

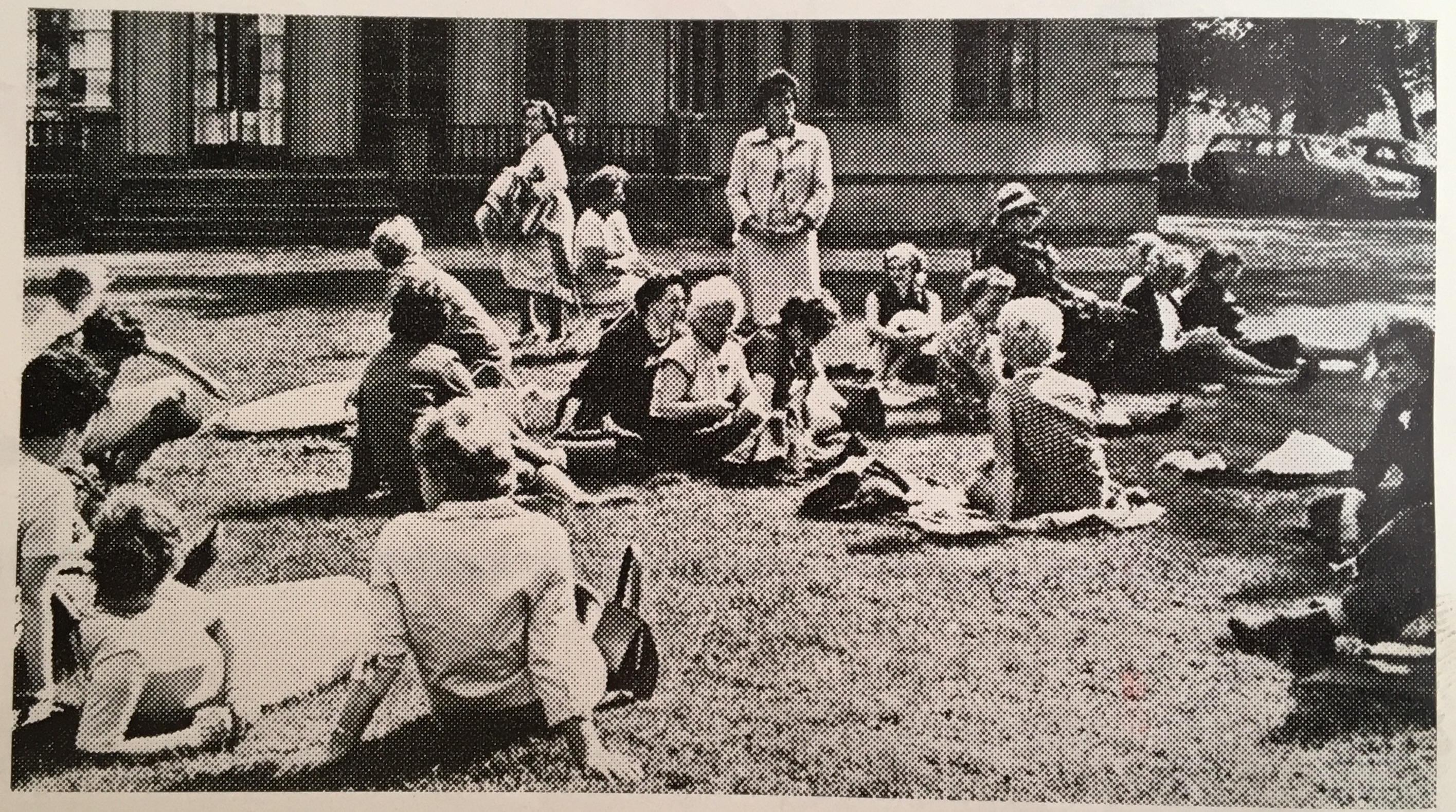
Annika Baude (mitten) föreläser för KfS i maj 1964.

Annika Minna Coraly Baude, född Bergman den 22 februari 1923 i Bromma, Stockholm, död 4 december 2004 i Västerleds församling, Stockholm, var en svensk forskare i arbetslivs- och jämställdhetsfrågor. 
Baude blev filosofie kandidat 1947, filosofie licentiat 1952 och studerade vid Grafiska Institutet 1961–1962. Hon tjänstgjorde på bibliotek 1952–1962, blev utredningssekreterare vid SNS 1962, vid TCO 1965, avdelningschef vid Socialstyrelsen 1971 och forskare vid Arbetslivscentrum 1979.
Baude var en av grundarna av nätverket Grupp 222 (1964), socialdemokratisk ledamot av kommunfullmäktige i Stockholm 1971–1974 och kommunstyrelsens kommitté för kvinnofrågor samma period. Hon var ledamot i flera statliga utredningar och ordförande för svenska nationalkommittén för International Council for Social Welfare 1973–1985. Hon publicerade en rad rapporter och böcker. Baude är begravd på Bromma kyrkogård.